# 杨晓明
杨晓明（1962年2月22日—），男，藏族，甘肃舟曲人，中华人民共和国生物制品学专家，硕士，研究员，博士生导师，中国共产党党员。曾任国药集团总工程师、首席科学家、国药集团旗下企业中国生物总裁、董事长、首席科学家，中国医学科学院学术咨询委员会药学部学部委员，第十四届全国人大代表及其民族委员会委员。杨晓明是中国863计划疫苗项目首席科学家、联合疫苗工程技术研究中心主任，长期从事传染病疫苗应用基础研究，先后带领团队研发多款疫苗，尤其是在2020年对2019冠状病毒病展开研究，成功研发病毒基因诊断试剂盒及疫苗，从而打响知名度。

## 生平
杨晓明于1962年2月22日出生于甘肃省舟曲县。早年在甘肃省地质三队学习汽车修理、电工焊工。1977年恢复高考后，杨晓明参加高考但落榜，翌年再次参加高考，最终被西北民族学院少数民族预科录取。1980年，杨晓明被兰州医学院临床医学系录取。1985年毕业后被分配到兰州生物制品研究所工作，历任助理研究员、副研究员、研究组长、研究室副主任等职务，期间被派遣到日本、美国进修学习，先后在日本国立预防卫生研究院、美国食品药品监督管理局进修，作为访问学者赴美国国立卫生研究院访问学习。2002年拒绝导师挽留选择回国，任武汉生物制品研究所常务副所长，之后担任所长、党委副书记等职务。2010年5月，被国药集团聘任为中国生物总裁；2013年10月任国药集团总工程师、工业发展与科研管理部主任；2015年3月任中国生物董事长；2016年10月任天坛生物董事长。2022年12月，辞任天坛生物董事长职务，之后辞任中国生物董事长职务。上述两职务由杨汇川接任。
杨晓明于2021年和2023年两度入选中国工程院院士增选有效候选人名单，但均落选。2022年当选为中国医学科学院学术咨询委员会药学部学部委员。
2023年1月16日，经中央提名，当选为第十四届全国人民代表大会西藏地区代表。3月12日，任第十四届全国人民代表大会民族委员会委员。
2024年3月29日，因涉嫌严重违纪违法，西藏自治区第十二届人大常委会第九次会议决定罢免杨晓明的第十四届全国人民代表大会代表职务。4月26日，第十四届全国人民代表大会常务委员会发布第四号公告，杨晓明的代表资格终止，其民族委员会委员职务相应撤销。

## 成就
杨晓明长期从事传染病疫苗应用基础研究。进入兰生工作后，他便参与到新一代百白破疫苗的研制中，期间于1996年被派往美国FDA短期进修期间从事细菌性生物制品的研究和检定工作。由杨晓明领衔研制的第二代无细胞百白破疫苗，其技术指标优于日本产品，使不良反应率控制到低于10%。因科研实力被美国科学家认可，他受邀赴美国国立卫生研究院担任高级访问学者，对百日咳疫苗做进一步研究，提升了百日咳疫苗的产量。2002年回国进入武生工作后，先后主持过无细胞百白破联合疫苗、冻干狂犬病疫苗、乙型脑炎疫苗等研发项目，新建血液制品自动化生产车间，使武生逐步脱离落后亏损状态，经营业绩逐步趋好。2010年担任中国生物总裁后，先后研发乙脑减毒活疫苗、EV71型手足口病灭活疫苗、脊髓灰质炎灭活疫苗、六价轮状病毒疫苗等。2011年8月新疆发现I型脊灰野病毒疫情后，杨晓明在5天内将2225万粒脊灰疫苗运送到新疆以控制疫情。

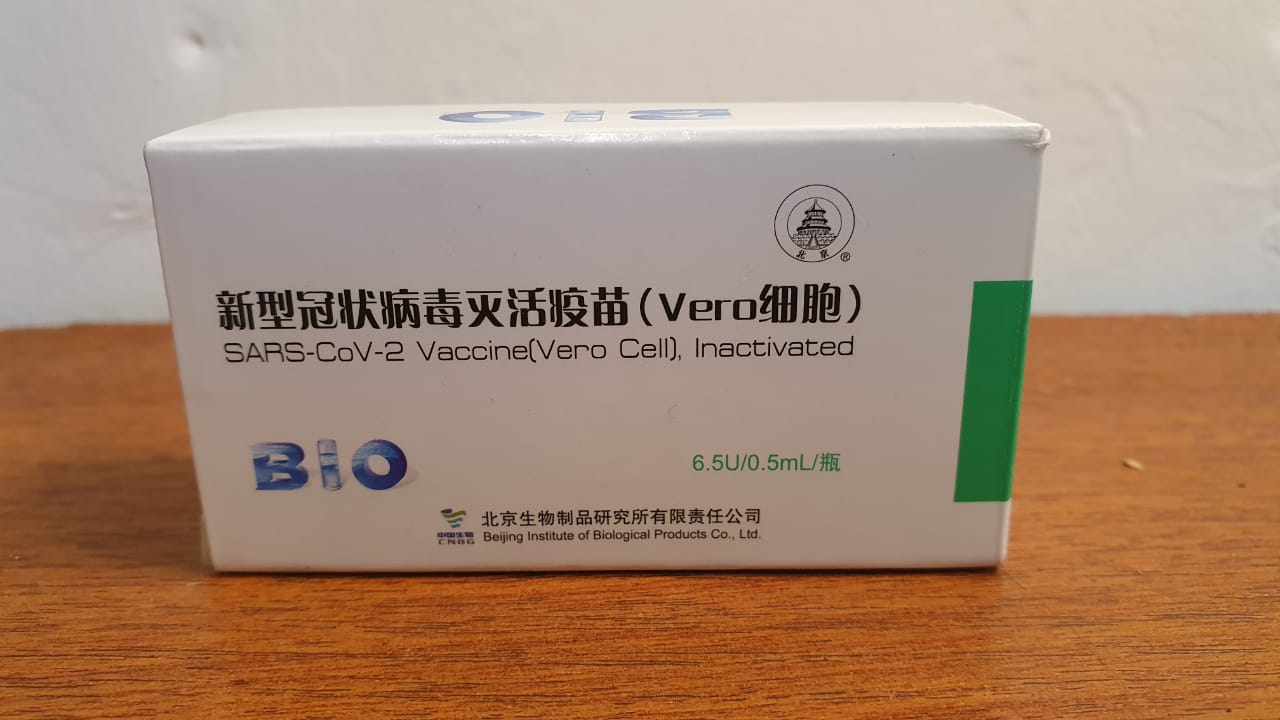
杨晓明主持研发的眾愛可維2019冠狀病毒病疫苗

2020年2019冠状病毒病疫情在武汉爆发后，杨晓明组建诊断试剂团队赴武汉展开工作。在完成病毒检测，确认为全新病原体后，他组织技术团队在48小时内完成基因诊断试剂盒的研发，同时率先提出COVID-19康复者恢复期血浆和特异免疫球蛋白疗法。之后他带领团队研发2019冠状病毒病疫苗众爱可维（北京所）和众康可维（武汉所）。3月23日，杨晓明率先接种该疫苗，成为第一个临床试验参与者。众爱可维疫苗于2020年12月30日上市，成为中国内地第一个获批，也是世界上首款正式上市的COVID-19疫苗。杨晓明在2021年表示，国药COVID-19疫苗仅用98天完成研发，从立项获批到研发与上市也仅用了330多天。

## 社会职务
杨晓明曾任中国药典委员会委员、原卫生部免疫规划专家委员会委员、中国输血协会常务理事、中国免疫学会常务理事、中华预防医学会生物制品分会第五届委员会委员、《中国生物制品学杂志》编辑委员会委员、湖北省预防医学会常务理事、中华医学科技奖评审委员会委员等社会职务。

## 荣誉
杨晓明于1999年获得美国國家医学研究院研究成就奖。因在抗击COVID-19疫情中的贡献，他于2020年9月获得“全国抗击新冠肺炎疫情先进个人”荣誉称号及“全国优秀共产党员”荣誉称号。2023年11月，获得第十一届中国免疫学会“杰出学者奖”。